# Quận 4, Paris
Quận 4 (còn có tên là arrondissement de l'Hôtel-de-Ville - quận của tòa thị chính, nhưng tên gọi này ít được dùng trong đời sống thường nhật) nằm ở trung tâm Paris, hữu ngạn sông Seine. Nó được bao quanh bởi quận 1, 3, 11 và 12. Một phần phía đông đảo Île-de-la-Cité và cả đảo Île Saint-Louis thuộc Quận 4.
Với vị trí trung tâm, Quận 4 có sự hiện diện của nhiều công trình quan trọng: Nhà thờ Đức Bà Paris, Tòa thị chính Paris, Trung tâm Pompidou... Vào thế kỷ 19, khu phố Marais đã thu hút cộng đồng người Do Thái. Đến thập niên 1990, những người đồng tính luyến ái cũng tập trung ở khu phố gần Tòa thị chính với nhiều nhà hàng, quán bar.
Năm 1999, dân số của quận là 30.675 người với diện tích 160 ha, tức 19.172 người/km².